# Benjamin Spradley
Benjamin "Ben" Spradley va ser un boxejador estatunidenc de primers del segle xx. El 1904 va prendre part en els Jocs Olímpics de Saint Louis, on guanyà la medalla de plata en la prova de pes mitjà, en perdre a la final contra Charles Mayer.